# Tongdian
Tongdian (Doorlopende canon) is een Chinese encyclopedie over de institutionele geschiedenis. Het werk beschrijft een groot aantal onderwerpen van de (Chinese) Oudheid tot het jaar 756 na Chr. Ongeveer een kwart van het boek beslaat de Tang dynastie. Het werd tussen 766 en 801 samengesteld door Du You. Hij volgde het voorbeeld van de door Liu Zhi samengestelde Zhengdian, maar vond dat werk niet uitgebreid genoeg. Hij vulde het aan tot het uit 200 juan bestond. Hierbij was hij schatplichtig aan zijn neef Du Huan, die deelnam aan de Slag om Talas, krijgsgevangen werd gemaakt en zo veel van het Midden-Oosten en Noord-Oost Afrika te zien kreeg dat hij wist op te schrijven in een, overigens nu verloren gegaan boek. 
De Tongdian bevat ongeveer 1,7 miljoen karakters en wordt gezien als een bron van informatie over met name de Tang dynastie. 
De inhoud van de Tongdian is opgedeeld als volgt:
| juan    | Onderwerp              | Vertaling                                | Opmerkingen |
| ------- | ---------------------- | ---------------------------------------- | ----------- |
| 1-12    | shihuo dian (食貨典)   | verhandelingen over voedsel en geld      |             |
| 13-18   | xuanju dian (選舉典)   | verhandelingen over examens en promoties |             |
| 19-40   | zhiguan dian (職官典)  | verhandelingen over overheidsfuncties    |             |
| 41-140  | li dian (禮典)         | verhandelingen over riten                |             |
| 141-147 | yue dian (樂典)        | verhandelingen over muziek               |             |
| 148-162 | bing dian (兵典)       | verhandelingen over militaire zaken      |             |
| 163-170 | xingfa dian (刑法典)   | verhandelingen over strafwetgeving       |             |
| 171-184 | zhoujun dian (州郡典)  | verhandelingen over lokaal bestuur       |             |
| 185-200 | bianfang dian (邊防典) | verhandelingen over grensbewaking        |             |

Het genre dat door Du You was begonnen, werd in de loop van de tijd door andere historici aangevuld. De belangrijkste waren de 'Algemene verhandeling over instituties' (Tongzhi) door Zheng Qiao (1104-1162) uit de Song-tijd en de 'Algemene geschiedenis van instituties na kritisch onderzoek van documenten en studies' (Wenxian tongkao) door Ma Duanlin (1254-1323) uit de Yuan-tijd. Deze twee werken worden met dat van Du You ook wel de 'Drie encyclopedische geschiedenissen van instituties' (santong) genoemd. Uiteindelijke zou de reeks tien werken gaan omvatten, de 'Tien encyclopedische geschiedenissen van instituties' (Shitong, 十通). Zij geven samen een doorlopende geschiedenis van de Chinese overheidsinstituties tot en met 1912, de val van het Chinese keizerrijk.